# Graphium leechi
Graphium leechi là một loài bướm ngày thuộc họ Bướm phượng được phát hiện tại Trung Quốc và Việt Nam. Có rất ít thông tin về loài này. Chúng được phân biệt với Graphium bathycles chủ yếu là ở tuyến thơm có lông tơ phát triển rõ rệt ở nếp gấp của cánh sau.

## Phân loài
- G. l. leechi
- G. l. yunnana C.L. Lee, 1985
- G. l. aprilis (gen. vernalis) Bang-Haas, 1934